# Le Songe d'une nuit d'été (film, 1909)
Pour les articles homonymes, voir Le Songe d'une nuit d'été (homonymie).
Pour plus de détails, voir Fiche technique et Distribution.
Le Songe d'une nuit d'été (titre original : A Midsummer night's dream) est un film américain réalisé par Charles Kent et J. Stuart Blackton sorti en 1909. C'est la première transposition de la pièce éponyme de William Shakespeare.

## Synopsis
Le duc d'Athènes décrète que Hermia (Rose Tapley) doit abandonner Lysander (Maurice Costello) en faveur du choix de son père, Demetrius (Walter Ackerman). Les amoureux décident de s'enfuir dans les bois, rapidement suivis par Demetrius et par  Helena (Julia Swayne Gordon) qui est amoureuse de lui. Les commerçants de la ville, de leur côté, répétent une pièce en l'honneur des fiançailles du duc avec Hippolyta. Dans la forêt, Titania, la reine des fées (Florence Turner), se querelle avec Penelope, qui se venge en envoyant Puck (Gladys Hulette) muni d'une herbe magique qui, posée sur les yeux d'une personne endormie, ensorcèle la  «victime» qui tombera amoureuse de la première personne qu'elle verra à son réveil. Bientôt, Lysander tombe amoureux d'Helena. Puck transforme en âne Bottom William V. Ranous, le chef des commerçants et Titania tombe amoureuse de lui. Lorsque Pénélope découvre la confusion créée, elle lève le charme, les couples sont recomposés et le mariage du duc et Hippolyta peut se dérouler.

## Fiche technique
- Titre : Le Songe d'une nuit d'été
- Titre original : A Midsummer night's dream
- Réalisation : Charles Kent et J. Stuart Blackton
- Scénario : Eugene Mullin, d'après la pièce de William Shakespeare : Le Songe d'une nuit d'été
- Production : J. Stuart Blackton
- Distribution : Vitagraph Company of America
- Pays de production :  États-Unis
- Genre : comédie romantique et fantasy
- Durée : 11 minutes
- Date de sortie : Décembre 1909

## Distribution
- Walter Ackerman : Demetrius
- Charles Chapman : Quince
- Maurice Costello : Lysander
- Julia Swayne Gordon : Helena
- Gladys Hulette : Puck
- Elita Proctor Otis : Hermia
- William V. Ranous : Bottom
- Verree Teasdale : Hippolyta, reine des Amazones
- Florence Turner : Titania